# Levasseur PL.7
Il Levasseur PL.7' ed i suoi derivati erano una famiglia di aerosiluranti monomotori imbarcati con configurazione alare biplana prodotta dall'azienda aeronautica francese Sociéte Pierre Levasseur Aéronautique nella seconda metà degli anni venti.
Caratterizzati dalla fusoliera a tenuta stagna tipo avion marin e dalla configurazione alare biplano-sesquiplana, vennero utilizzati dall'Aéronautique navale, la componente aerea della Marine nationale francese, come equipaggiamento della portaerei Béarn rimanendo operativi, anche nel ruolo di bombardiere leggero, fino all'inizio della seconda guerra mondiale.

## Storia del progetto
Nel 1926 la Levasseur decise di diversificare l'offerta di propri velivoli avviando la costruzione di diversi modelli destinati, oltre che alla Marina militare francese, ad un uso più specificatamente da base terrestre. Vennero infatti realizzati il PL.4 da ricognizione ed il caccia PL.5, entrambi aerei destinati ad essere imbarcati sulle unità della Marine nationale, ed il caccia PL.6 proposto all'Armée de l'air, primo aereo pensato in questo ruolo dall'azienda, nel quale riponeva le speranze di una commessa che la rendesse fornitore anche dell'aeronautica militare.
L'Armée de l'air non ritenne però interessante il PL.6 per cui ne venne cessato lo sviluppo e gli interessi commerciali ritornarono verso un prodotto destinato alla Marina. Si decise allora di avviare un progetto che potesse andare a sostituire gli aerosiluranti PL.2, il primo velivolo militare fornito alla Marine nationale.
Il prototipo del PL.7 era basato sul PL.4 introducendo però una struttura in tecnica mista ed una nuova ala sesquiplana dall'apertura di 18,5 m che adottava, al posto di montanti verticali, una coppia di diagonali per lato. Il PL.7.01 venne portato in volo nel corso del 1926, la prima volta equipaggiato con un motore Farman 12We da 550 CV (405 kW), sostituito con unità Hispano-Suiza e Renault nel corso delle prove.
Lo sviluppo attraversò un periodo di prove e sostituzioni varie che generarono la prima versione di serie, designata PL.7 18 m, avviata alla produzione in serie nel 1928 e che differiva da prototipo principalmente per la riduzione dell'apertura alare e per la motorizzazione con un Hispano-Suiza 12Lbr da 600 CV. Realizzata in 9 esemplari, 6 vennero in seguito aggiornati alla versione più recente. La velatura fu comunque oggetto di revisione ed interventi da parte dell'ufficio di progettazione che, attraverso un nuovo prototipo, il PL 7 17m25, che non soddisfaceva pienamente i requisiti preventivati, arrivò al definitivo PL.7 16m50 realizzato in 40 esemplari.
La produzione complessiva fece del PL.7 e dei suoi derivati il modello di maggior successo commerciale dell'azienda francese.
In seguito venne realizzato anche un modello designato PL.7T, proposta per una variante da trasporto civile presentata al salone internazionale dell'aeronautica di Parigi-Le Bourget del 1929 in forma statica. Il PL.7T introduceva una nuova fusoliera con un abitacolo a due posti affiancati destinati al pilota ed al meccanico, uno scompartimento per sei passeggeri ed era equipaggiato con la versione del motore Bristol Jupiter prodotto in Francia su licenza dalla Gnome et Rhône. In realtà era stato ottenuto da un PL.4 e appositamente realizzato in sostituzione di un Mockup pere essere visionato dal pubblico ma, dato lo scarso interesse dimostrato dai potenziali clienti, non venne mai avviato ad un vero e proprio sviluppo venendo smantellato dopo la mostra.

## Tecnica
Il PL.7 era un velivolo realizzato in tecnica mista e dall'aspetto, tranne che per la fusoliera, tradizionale per l'epoca; monomotore biplano a carrello fisso.
La fusoliera era del tipo avion marin, a tenuta stagna, una soluzione che permetteva in caso di ammaraggio forzato la necessaria capacità di galleggiamento, ed includeva tre abitacoli aperti posti in tandem. Posteriormente terminava in un impennaggio classico monoderiva con orizzontali controventati.
La configurazione alare era di tipo biplano-sesquiplana, con l'ala superiore, di maggior apertura, collegata all'inferiore tramite due coppie di diagonali per lato, la più interna in prossimità della fusoliera, ed alla stessa tramite un castello tubolare centrale.
Il carrello d'atterraggio era un semplice biciclo fisso ammortizzato, integrato posteriormente da un pattino d'appoggio. Il gancio di coda, posizionato sotto la parte terminale della fusoliera, veniva estratto nelle operazioni di appontaggio.
La propulsione era affidata, nella versione definitiva, ad un motore Hispano-Suiza 12Lbr posizionato sul muso, un 12 cilindri a V a ciclo Otto raffreddato a liquido in grado di erogare una potenza pari a 600 CV (441 kW) e abbinato ad un'elica bipala.

## Impiego operativo
Le varie versioni del PL.5 vennero destinate alla escadrille 7B1 dell'Aéronavale, che operava a bordo della portaerei Béarn della Marine nationale, l'unica unità di questo tipo ad operare nella Marina militare francese prima della seconda guerra mondiale.
Entrata in servizio nel maggio 1927, la Béarn era equipaggiata con 40 velivoli tra caccia, aerosiluranti e ricognitori ma date le dimensioni dell'unità solo una parte di questi erano immediatamente disponibili, stivati nell'aviorimessa sotto il ponte di volo, tra i quali 5 esemplari di PL.5.
L'impiego operativo sia della portaerei che della sua flotta aerea furono limitate alle normali operazioni di controllo delle acque territoriali francesi e allo scoppio della seconda guerra mondiale venne ritenuta inadeguata a causa delle prestazioni ritenute insufficienti a sostenere operazioni nella nuova realtà bellica. Venne quindi declassata al ruolo di nave da trasporto per aerei ed inviata in Martinica. Il PL.5 non ebbero quindi mai l'opportunità di operare direttamente in azioni belliche.

## Versioni
PL.7
prototipo, realizzato nel 1926 in un solo esemplare caratterizzato dall'apertura alare massima (ala superiore) di 18,5 m ed equipaggiato con un motore Farman 12We da 550 CV (405 kW).
PL.7 18 m
prima versione di serie, realizzata nel 1928, con ala maggiore dall'apertura alare ridotta a 18,0 m ed equipaggiata con motore Hispano-Suiza 12Lbr da 600 CV, prodotta in 9 esemplari.
PL.7 17m25
prototipo realizzato nel 1928, con ala maggiore dall'apertura alare ridotta a 17,25 m, prodotto in un esemplare.
PL.7 16m50
versione di serie definitiva, realizzata nel 1929, con ala maggiore dall'apertura alare ridotta a 16,50 m, prodotta in 40 esemplari.
PL.7T
variante da trasporto civile, presentata al salone internazionale dell'aeronautica di Parigi-Le Bourget del 1929 in forma statica. Il velivolo non volò mai e venne smantellato dopo la mostra.

### Annotazioni
1. ↑  La bibliografia nelle varie lingue non concorda, per la mancanza di una rigida convenzione di designazione richiesta dalle forze armate francesi, nella designazione del modello, PL.7 prevalente in quella in lingua inglese, PL-7 o PL 7 in francese.

### Fonti
1. 1 2 3 4 5  Levasseur PL 7 in Virtual Aircraft Museum.
2. 1 2 3  (FR) Levasseur PL 7 16m50, in Aviafrance, http://www.aviafrance.com/. URL consultato il 6 gennaio 2010.
3. ↑  Levasseur PL.7 in Уголок неба.
4. 1 2  (FR) Levasseur PL 7, in Aviafrance, http://www.aviafrance.com/. URL consultato il 6 gennaio 2010.
5. ↑  (FR) Levasseur, in Aviafrance, http://www.aviafrance.com/. URL consultato l'8 gennaio 2010.
6. ↑  Flight 1926, 782.
7. ↑  World Aircraft Information Files, File 900 Sheet 06.
8. ↑  Galuppini 1979, pp. 190-191.
9. ↑  (FR) Levasseur PL 7 18m, in Aviafrance, http://www.aviafrance.com/. URL consultato il 6 gennaio 2010.
10. ↑  (FR) Levasseur PL 7, in Aviafrance, http://www.aviafrance.com/. URL consultato il 6 gennaio 2010.